# Lupus Servatus
Loup de Ferrières, llamado Loup Servat, Lupus Servatus, Servatus Lupus, Lupus Ferrariensis o Lope de Ferrières, (Ferrières, h. 805 - 862), eclesiástico franco, abad de la Abadía de San Pedro y San Pablo en Ferrières-en-Gâtinais, en el departamento francés de Loiret.

## Biografía
Nacido hacia 805 en Ferrières, diócesis de Sens, fue alumno de la Abadía de Saint-Pierre de Ferrières. A la edad de 25 años, el abad Alderico de Le Mans lo envió a estudiar teología más allá del Rin, a la Abadía de Fulda, donde además impartió cursos de letras que le dieron gran celebridad. Conoció allí además a Rabano Mauro y a Eginardo, sabios de gran renombre. 
Su buena reputación, que lo precedió a su vuelta a Ferrières, le valió el favor de la emperatriz Judith de Baviera, quien lo nombró preceptor del hijo de Luis el Piadoso, futuro Carlos el Calvo, para el cual representó siempre una cierta autoridad. Tras su designación como abad de Ferrières, el monasterio devino uno de los faros de la ciencia y la civilización europea. Desarrolló la copia de textos antiguos de los principales autores latinos y griegos, hizo corregir un Plinio el Joven mal transcrito y envió a Roma unos textos traducidos de Suetonio y de Quinto Curcio. Acumuló una biblioteca importante en su abadía adquiriendo numerosos manuscritos originales y copiando (a menudo corregidos) manuscritos tomados de otros monasterios de Tours, Fulda y Prüm y de amigos como Eginardo, Wenilon de Sens, Reginbert de Reichenau y Marcward de Prüm), y también de espíritus brillantes como el abad Altsigus de York o el papa Benedicto III.
Fue hecho prisionero el 14 de junio de 844 en el curso de una batalla cerca de Angulema entre Pipino II de Aquitania y un ejército enviado en refuerzo de Carlos el Calvo, que asediaba Toulouse. El abad de Ferrières estuvo mucho tiempo aislado hasta que pudo verse libre. En diciembre de 844 sus resoluciones contra los nobles que arrebataban los bienes de la iglesia en el sínodo de obispos de Francia occidental en Ver-sur-Launette no fueron aceptadas por el rey Carlos el Calvo, quien las encontró demasiado radicales.
Tuvo un papel preponderante como teólogo agustiniano y organizador de la Iglesia de Francia, y asistió en 853 al Concilio de Soissons. Gran letrado y enamorado de la antigüedad grecolatina clásica, es a menudo considerado un precursor del Humanismo del Renacimiento o sencillamente un prehumanista. Contribuyó enormemente a la copia y difusión de los textos antiguos de los principales autores grecolatinos, lo que permitió hacer revivir las letras antiguas. Tuvo como alumno a Erico de Auxerre, uno de los cuatro grandes maestros de la escuela monástica de la Abadía de Saint-Germain d'Auxerre.

## Obras
- Epistulae
- Vita S. Wigberti
- Liber de tribus quaestionibus
- Vita Maximini episcopi Trevirensis
- Hymni